# Віктор (Биков)
Архієпископ Арцизький Віктор, вікарій Одеської єпархії (справжнє ім'я Биков Владислав Олегович) народився 20 квітня 1983 року у Тамбові. Архієпископ УПЦ МП, громадянин Росії. 2023 року позбавлений українського громадянства.

## Життєпис
2000 року закінчив середню школу і курси в Новому Економічному Технікумі зі спеціальності «кухар». 2004 року закінчив Одеську духовну семінарію.
У 2006 році — історичний факультет КНУ ім. Шевченка.
У 1998—2000 роках ніс послух на кліросі та просфорні у Спасо-Преображенському соборі в Тамбові.
У 2002 році зарахований до числа братії Свято-Пантелеімонівського чоловічого монастиря УПЦ МП Одеси.
У 2003 році митрополитом Одеським і Ізмаїльським Агафангелом пострижений в малу мантію з іменем Віктор, на честь мученика Віктора Дамаського (24 листопада).
8 січня 2003 року у Свято-Троїцькому (Грецькому) храмі Одеси рукопокладений в сан ієродиякона.
30 листопада цього ж року у Свято-Успенському кафедральному соборі Одеси митрополитом Агафангелом рукопокладений в сан ієромонаха.
З 2004 року призначений казначеєм та благочинним Свято-Пантелеімонівського чоловічого монастиря Одеси.
У 2005 році возведений в сан ігумена, а у 2006 році — в сан архімандрита.
З 2005 по 2008 роки — головний редактор газети «Пантелеимоновский Листок».
Рішенням синоду РПЦвУ від 24 січня 2007 року (журнал No7) призначений намісником Свято-Покровського Балтського Феодосіївського монастиря. 8 травня 2008 року (Журнал No44) призначений намісником Свято-Іллінського Одеського чоловічого монастиря.
Цього ж року був включений до складу Комісії по канонізації святих при синоді УПЦ МП.
У 2009 році рішенням Вченої ради Одеської духовної семінарії обраний Почесним членом ОДС.
У 2011 році включений до складу робочої групи при Патріархові Московському і всієї Русі з питань перенесення святинь.
Рішенням синоду РПЦвУ від 16 вересня 2014 року (журнал No53) Бикова обрано єпископом Арцизьким, вікарієм Одеської єпархії УПЦ МП.
29 вересня в соборі на честь ікони Божої матері «Живоносне Джерело» Свято-Успенського Одеського чоловічого монастиря, собором архієреїв, під головуванням Предстоятеля Української Православної Церкви Блаженнішого Митрополита Київського і всієї України Онуфрія, архімандрит Віктор (Биков) був хіротонізований на єпископа Арцизького.
31 жовтня 2024 в числі 16 (із 52) правлячих і 15 (із 58) вікарних архієреїв УПЦ МП підписав заяву, в якій засудив анексію Російською Православною церквою Донецької єпархії, зняття її керівника митрополита Іларіона і заміни на росіянина, уродженця Рязанської області Росії, архієрея з Далекого Сходу.